# Travis Perkins
Travis Perkins est une entreprise de distribution de matériel de construction britannique .

## Histoire
Travis Perkins est fondé en 1988 par la fusion entre Travis & Arnold et Sandell Perkins.

## Activités
Distribution professionnelle de :
- matériaux de construction
- produits de rénovation résidentielle
- matériels de plomberie et de chauffage.

## Principaux actionnaires
Au 4 avril 2020.
| Pzena Investment Management           | 6,17% |
| Ninety One                            | 5,05% |
| Harris Associates                     | 5,03% |
| Invesco Advisers                      | 4,91% |
| Sanderson Asset Management            | 4,89% |
| Sprucegrove Investment Management     | 4,76% |
| Dimensional Fund Advisors             | 3,16% |
| The Vanguard Group                    | 3,05% |
| Legal & General Investment Management | 2,98% |
| BlackRock Investment Management       | 2,67% |